# 戴立綱
戴立綱（1969年11月16日—），台灣氣象主播、新聞主播、主持人，畢業於萬能工業專科學校環境工程科、中國文化大學大氣科學系、中國文化大學政治學研究所碩士、中國文化大學地學研究所博士班。現任中視新聞、中天新聞氣象主播。

## 學歷
- 萬能工業專科學校環境工程科
- 中國文化大學大氣科學系
- 中國文化大學政治學研究所碩士
- 中國文化大學地學研究所博士班

## 經歷
- 中視新聞氣象主播（2006年5月1日－至今）
- 中天新聞氣象主播（2004年8月－至今）
- 中天新聞主持人 （2012年6月25日－2021年3月26日）
- 中視新聞主播（2016年8月1日－2017年7月16日）
- 中視新聞主持人（2017年12月11日－2018年3月4日）

## 生平
自小喜好研究氣象，從年輕時他就會在颱風後騎著腳踏車四處勘災，包括火燒垃圾山、納莉及莫拉克風災，甚至深入921大地震災區。每逢風雨之後，戴立綱總會跟父母說要出門晃晃，但卻都在第一時間趕到可能淹水或風雨最大的地方。曾在1996年觀察賀伯颱風帶來的實際影響。
2006年5月1日，《中國電視公司》氣象主播任立渝跳槽中華電視公司，戴立綱成為《中視氣象台》氣象主播。2012年6月起，開始主持談話性節目、並擔任新聞主播。對於長期在節目中探討「科學無法解釋」的議題，戴立綱笑說以背景來看，應該是新聞台內「最科學」的人，不過他始終認為「在科學無法解釋時，當中的落差就是那個神秘的區域」。

### 證照
- 中國文化大學大氣科學系：華岡天氣預報與多媒體製播中心甲級預報員
- 中央氣象署：從事氣象預報業務許可證

### 軼事
- 中天電視看上戴立綱主持節目的高人氣，於2015年8月推出量身打造的「立綱看氣象」LINE貼圖。在專業領域要求精準的他，會要求動畫師繪製的氣象圖卡絕對不能出錯，要是不小心有疏漏，他便會火大地衝進辦公室，把動畫師痛罵一頓，「所以他們就把我憤怒表情畫得栩栩如生」[5]。

- 戴立綱擁有兩個形象，報告氣象時會佩戴無框眼鏡。主持新聞龍捲風等節目會改佩黑框眼鏡，並將外套脫下，曾於《康熙來了》節目中示範快速換裝[6]。

## 曾主播過或主持過的節目
| 時間                          | 頻道                 | 節目                             | 備註                                           |
| 2006年5月1日－至今            | 中視主頻、中視新聞台 | 《中視氣象台》                   | 平日晚間氣象主播                               |
| 2012年6月25日－2021年3月26日  | 中天新聞             | 《新聞龍捲風》                   | 主持人                                         |
| 2016年8月1日－2017年7月16日   | 中視主頻、中視新聞台 | 《中視新聞全球報導 6點30最前線》 | 與主播哈遠儀搭檔                               |
| 2017年12月11日－2018年3月4日  | 中視主頻             | 《嫑嫑批踢踢》                   | 主持人                                         |
| 2018年6月23日－2020年12月20日 | 中天新聞             | 《新神秘52區》                   | 主持人                                         |
| 2019年5月23日－2019年5月28日  | 中天新聞             | 《大政治大爆卦》                 | 主持人，與周玉琴搭檔主持 主持14:00時段         |
| 2020年10月23日－2020年12月4日 | 中天新聞             | 《大新聞大爆卦》                 | 主持人，與馬千惠搭檔主持 反關台挺中天 戶外開講 |
| 2018年11月24日                | 中視主頻、中視新聞台 | 決戰九合一 開票看中視            | 主持人，與哈遠儀搭檔主持                       |
| 2022年11月26日                | 中視主頻、中視新聞台 | 九合一爭霸 開票看中視            | 主持人，與哈遠儀搭檔主持                       |
| 2024年1月13日                 | 中視主頻、中視新聞台 | 2024總統爭霸 開票看中視          | 主持人，與哈遠儀搭檔主持                       |

## 爭議
- 2012年8月，戴立綱涉嫌違反《氣象法》，擅自播報天秤颱風路徑，被氣象局警告[10] [11]。

- 2014年4月，在其主持的《新聞龍捲風》中，與名嘴彭華幹以猥褻下流的言語，物化參與太陽花學運的女性[12][13]，並譏諷太陽花學運是靠著美色吸引人潮。這段節目片段一曝光，引發數萬名網友發起抵制收看節目，並號召大家向NCC與婦女團體們投訴，希望評論性的節目能夠謹守分寸。[14][15]後來，此事件NCC開罰50萬元，他也因此被記大過一次[16]。

## 外部連結
- 主播介紹－中天新聞台
- 戴立綱的Facebook專頁